# Jonas Jacobsson
Jonas Jacobsson (Norrköping, 22 de junio de 1965) es un deportista sueco que compitió en tiro adaptado. Ganó 27 medallas en los Juegos Paralímpicos de Verano entre los años 1980 y 2012.

## Palmarés internacional
| Juegos Paralímpicos | Juegos Paralímpicos                              | Juegos Paralímpicos | Juegos Paralímpicos                                     |
| Año                 | Lugar                                            | Medalla             | Prueba                                                  |
| ------------------- | ------------------------------------------------ | ------------------- | ------------------------------------------------------- |
| 1980                | Arnhem (Países Bajos)                            | Medalla de oro      | Rifle de aire de pie 2-5 mixto                          |
| 1980                | Arnhem (Países Bajos)                            | Medalla de bronce   | Rifle de aire en tres posiciones 2-5 mixto              |
| 1984                | Nueva York (EE. UU.) Stoke Mandeville (R. Unido) | Medalla de oro      | Rifle de aire de pie por equipos 1A-6                   |
| 1984                | Nueva York (EE. UU.) Stoke Mandeville (R. Unido) | Medalla de plata    | Rifle de aire de pie 2-6                                |
| 1984                | Nueva York (EE. UU.) Stoke Mandeville (R. Unido) | Medalla de bronce   | Rifle de aire en tres posiciones 2-6                    |
| 1988                | Seúl (Corea del Sur)                             | Medalla de oro      | Rifle de aire en posición tendida por equipos 2-6 mixto |
| 1988                | Seúl (Corea del Sur)                             | Medalla de bronce   | Rifle de aire de pie por equipos 2-6 mixto              |
| 1988                | Seúl (Corea del Sur)                             | Medalla de bronce   | Rifle de aire en tres posiciones por equipos 2-6 mixto  |
| 1992                | Barcelona (España)                               | Medalla de oro      | Rifle de aire de pie SH2                                |
| 1992                | Barcelona (España)                               | Medalla de oro      | Olympic Match SH2 mixto                                 |
| 1992                | Barcelona (España)                               | Medalla de bronce   | Rifle de aire 3 × 40 m SH2 mixto                        |
| 1996                | Atlanta (Estados Unidos)                         | Medalla de oro      | Rifle de aire 3 × 40 m SH1                              |
| 1996                | Atlanta (Estados Unidos)                         | Medalla de oro      | English Match SH1 mixto                                 |
| 1996                | Atlanta (Estados Unidos)                         | Medalla de bronce   | Rifle de aire en posición tendida SH1 mixto             |
| 1996                | Atlanta (Estados Unidos)                         | Medalla de oro      | Rifle libre en posición tendida SH1 mixto               |
| 2000                | Sídney (Australia)                               | Medalla de oro      | Rifle libre 3 × 40 m SH1                                |
| 2000                | Sídney (Australia)                               | Medalla de bronce   | Rifle de aire de pie SH1                                |
| 2000                | Sídney (Australia)                               | Medalla de bronce   | Rifle de aire en posición tendida SH1 mixto             |
| 2004                | Atenas (Grecia)                                  | Medalla de oro      | Rifle de aire de pie SH1                                |
| 2004                | Atenas (Grecia)                                  | Medalla de oro      | Rifle libre 3 × 40 m SH1                                |
| 2004                | Atenas (Grecia)                                  | Medalla de oro      | Rifle de aire en posición tendida SH1 mixto             |
| 2004                | Atenas (Grecia)                                  | Medalla de oro      | Rifle libre en posición tendida SH1 mixto               |
| 2008                | Pekín (China)                                    | Medalla de oro      | Rifle de aire de pie SH1                                |
| 2008                | Pekín (China)                                    | Medalla de oro      | Rifle libre 3 × 40 m SH1                                |
| 2008                | Pekín (China)                                    | Medalla de oro      | Rifle libre en posición tendida SH1 mixto               |
| 2012                | Londres (Reino Unido)                            | Medalla de oro      | Rifle en tres posiciones 50 m SH1                       |
| 2012                | Londres (Reino Unido)                            | Medalla de plata    | Rifle de aire de pie 10 m SH1                           |